# 阿尔阿尔口岸
阿尔阿尔口岸（阿拉伯语：عرعر）是位於沙特阿拉伯和伊拉克邊界的一个口岸。沙特阿拉伯境內距離該口岸最近的城镇是阿尔阿尔，伊拉克境內距離該口岸最近的城镇是安努克海卜。该口岸附近有伊拉克边防军的营房、一座清真寺和处理过境人员的办公室。在朝觐期间，由于許多伊拉克人通過該口岸进入沙特阿拉伯並前往麦加，该口岸的交通量大增。

## 歷史
1990年，伊拉克萨达姆政权入侵科威特，海湾战争爆發。沙特阿拉伯隨即与伊拉克断绝外交关系，同時阿尔阿尔口岸也被关闭。此后，阿尔阿尔口岸仅在每年朝觐期间向伊拉克穆斯林短暫开放。2015年1月5日，位於該口岸附近的的沙特阿拉伯部队遭到伊斯兰国的自杀式袭击。两名警卫在袭击中丧生。2020年11月18日，阿尔阿尔口岸在海湾战争結束30年后重新开放。 